# Trichosanthes samarensis
Trichosanthes samarensis är en gurkväxtart som beskrevs av C.H.Yueh och Lu Q.Huang. Trichosanthes samarensis ingår i släktet Trichosanthes och familjen gurkväxter. Inga underarter finns listade i Catalogue of Life.